# Салик (Дагестан)
Са́лик — село в Дербентском районе Республики Дагестан.
Образует муниципальное образование «село Салик» со статусом сельского поселения, как единственный населённый пункт в его составе.

## География
Село расположено в 22 км к северо-западу от города Дербент, на федеральной трассе Р217 «Кавказ».

## История
Во времена Кайтагского уцийства, при уцмие Султан-Ахмеде случилось переселение терекеменцев на территорию современного Дербентского района:
«Земли эти принадлежали обществам селений Урчамиль и Башлы. Они за те земли повинностей не платили, но уцмий наложил на эти земли повинности и послал своего сына по имени Хан-Магомед взимать их с башлынцев и жителей общества Урчамиль. Однако общество Урчамиль выказало презрение этому Хан-Магомеду и стало его оскорблять. Тогда он без ведома отца отправился к шамхалу, приходящемуся ему родственником, взял у него войско и убил одного старшину из урчамильцев. Через какое-то время урчамильцы снова выступили, тогда сам уцмий под каким-то предлогом собрал старшин того общества и перебил их, земли те отнял и обратил в своё владение. После этого уцмий заселил освободившиеся земли приглашенными из разных мест Ширвана туркменами» (терекемейцами).
Предки терекеменской (азербайджанской) части жителей села Салик происходят из Кубы.

## Население
| 1895  | 1895  | 1926  | 1939  | 1970  | 1989  | 2002  |
| ----- | ----- | ----- | ----- | ----- | ----- | ----- |
| 145   | ↘71   | ↗236  | ↘165  | ↗643  | ↗1223 | ↗1808 |
| 2010  | 2012  | 2013  | 2014  | 2015  | 2016  | 2017  |
| ↘1763 | ↗1809 | ↗1836 | ↗1879 | ↗1909 | ↗1935 | ↗1937 |
| 2018  | 2019  | 2020  | 2021  | 2023  | 2024  | 2025  |
| ↗1946 | ↘1935 | ↗1947 | ↘1591 | ↗1592 | ↘1574 | ↗1607 |

Национальный состав
По результатам Всероссийской переписи населения 2021 года:
| Народ         | Численность, чел. | Доля от всего населения, % |
| ------------- | ----------------- | -------------------------- |
| табасараны    | 810               | 50,91 %                    |
| азербайджанцы | 459               | 28,85 %                    |
| даргинцы      | 210               | 13,20 %                    |
| другие        | 112               | 7,04 %                     |
| всего         | 1591              | 100 %                      |

## Известные уроженцы
- Курбанов Сеид Джемалович — советский и российский государственный деятель. Глава Дербентского района[26].

## Экономика
- Агрофирма «Шейхляр» (выращивание зерновых и зернобобовых культур).

## Инфраструктура
- Средняя школа
- Детский сад
- Дом культуры
- Библиотека

## Достопримечательности
- Могильник (в 1 км к северу от села).
- Курганы Акун-Тюбе и Дадан-Тюбе.